# Ferrari 195 S

La Ferrari 195 S (Sport o Sportiva) è una vettura della casa automobilistica italiana Ferrari, prodotta dal 1950 al 1951 e presentata il 2 aprile 1950 per il Giro di Sicilia, il quale annunciava il consueto inizio delle competizioni riservate alle vetture sport. La 195 S è una versione aggiornata della 166 MM (Mille Miglia). 

195 S
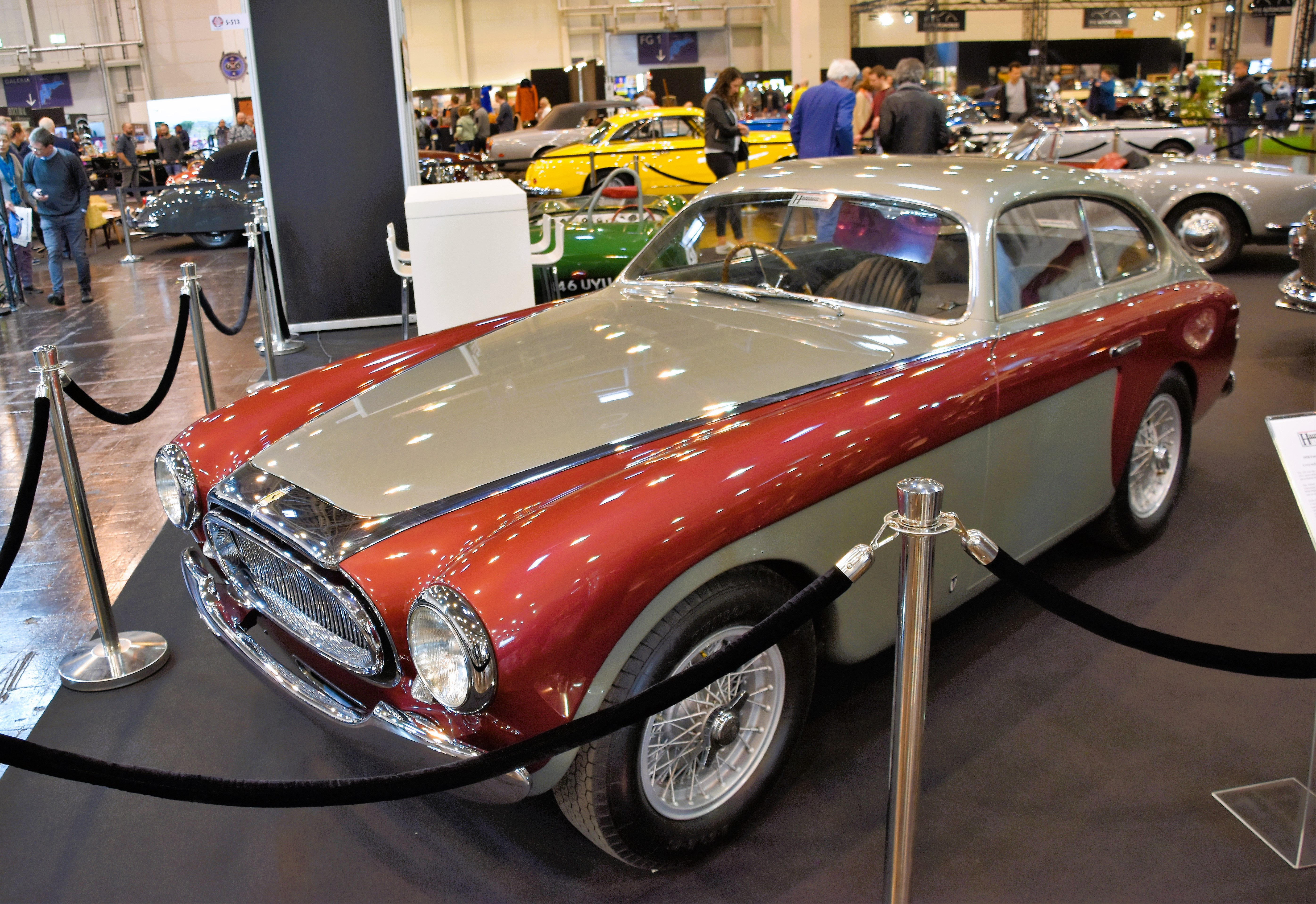
Coupé di Vignale
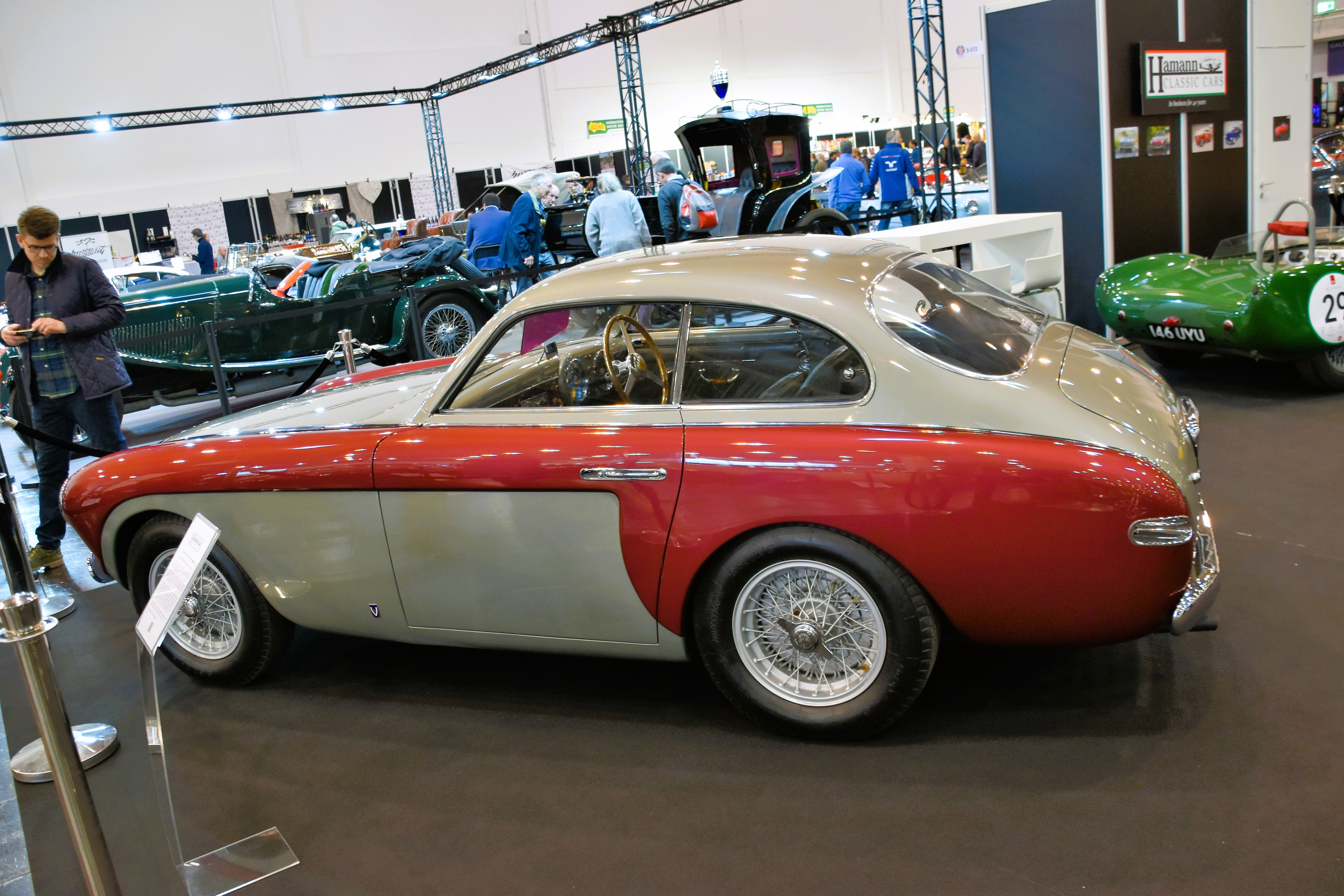
del 1950
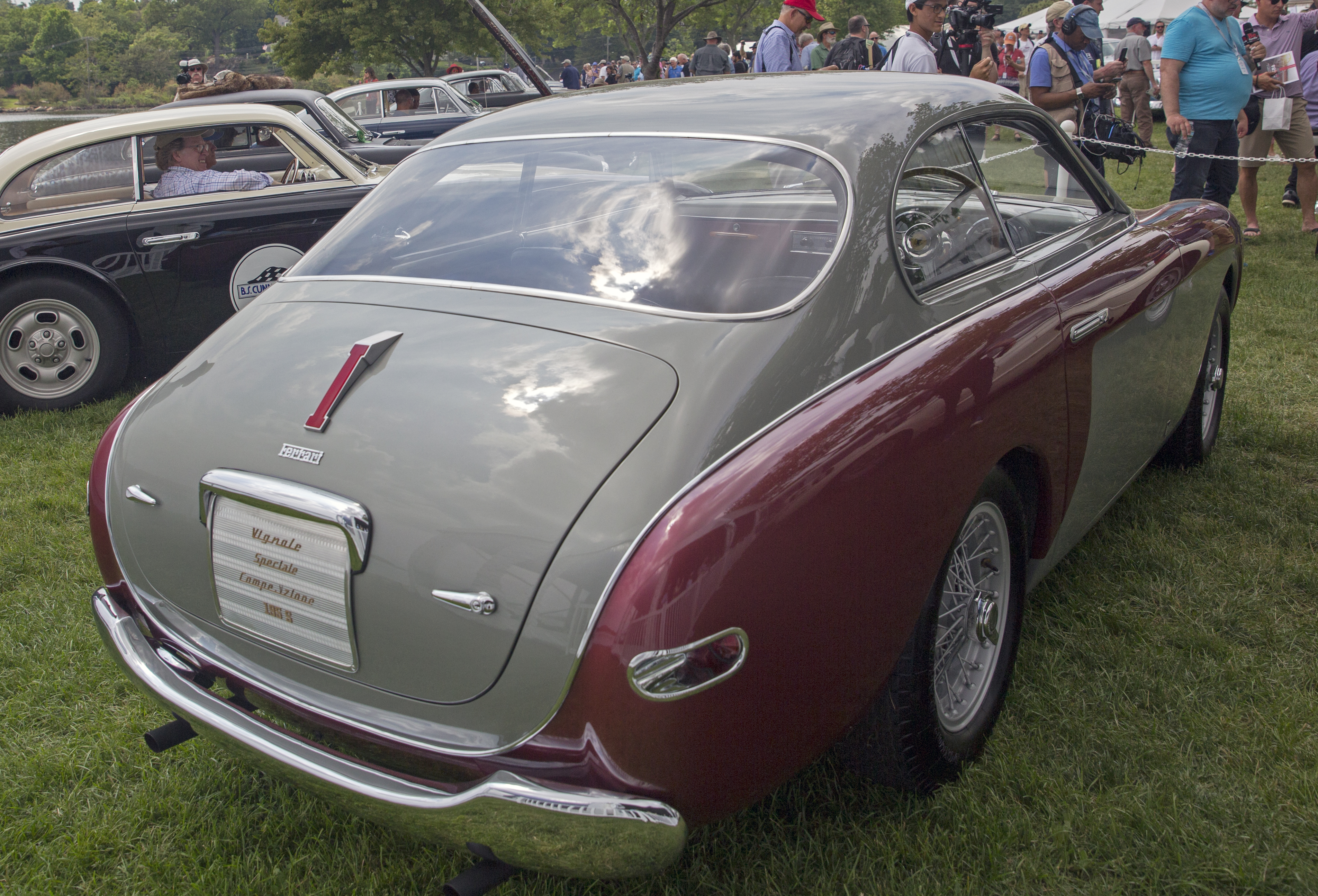
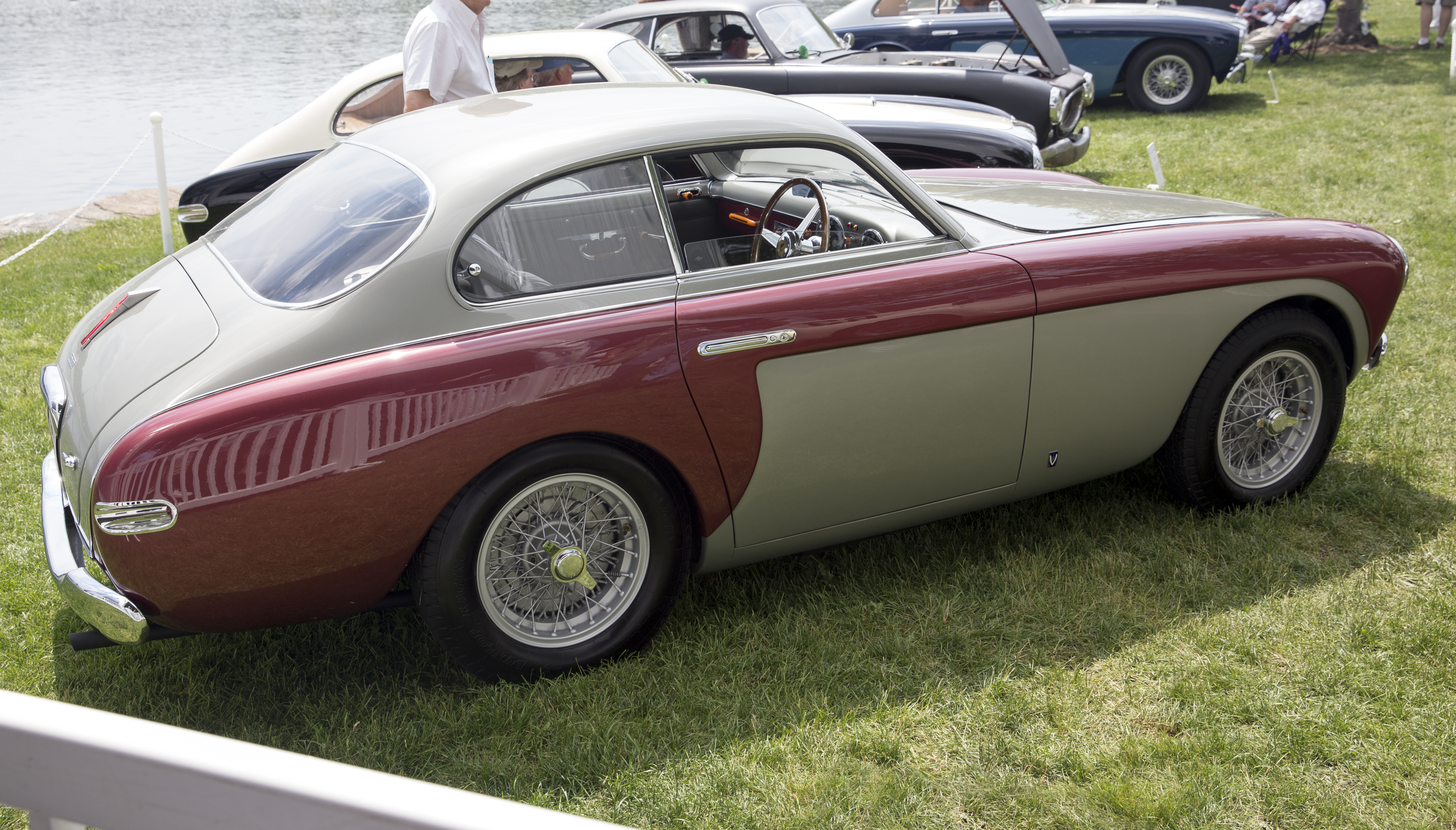
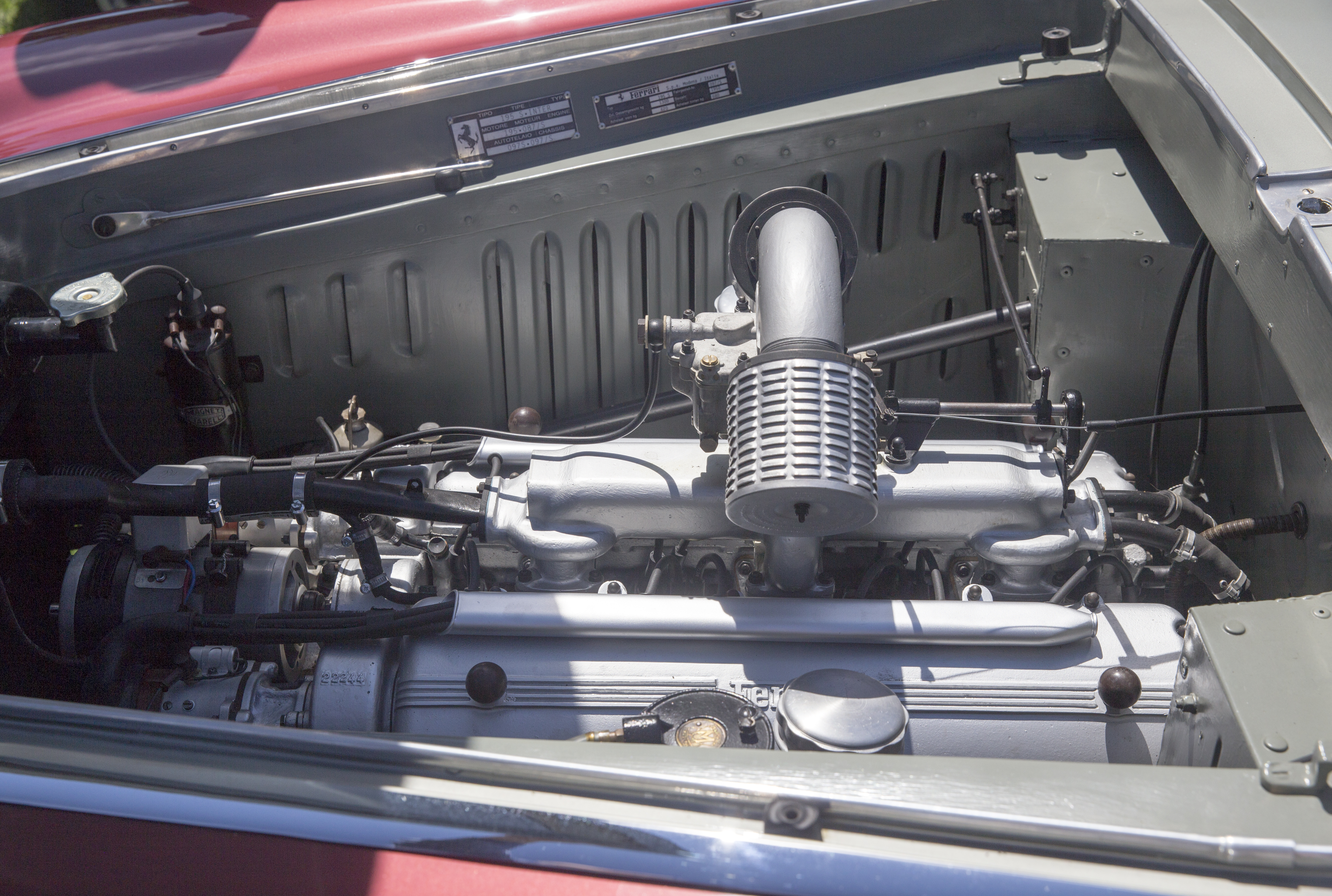
Motore

## Storia
In occasione del Giro di Sicilia, oltre alle tradizionali 166 MM Touring, la Ferrari iscrisse anche due vetture direttamente derivate da questo modello, guidate rispettivamente da Giannino Marzotto e Alberto Ascari. Escluse alcune differenze poco rilevanti e ineccepibili nell'aspetto estetico, l'auto derivava quasi totalmente dalla 166 MM, sia nella versione aperta di Ascari che in quella chiusa condotta dal Conte Marzotto.
Le principali novità risiedevano nell'aspetto meccanico: la potenza del classico 12 cilindri a V di 60° usato nelle 166 MM, fu incrementato a 170 CV, aumentando l'alesaggio a 65 mm e dunque la cilindrata totale, che salì a 2341,02 cm³. In questa gara, le due 195 S (quale denominazione attribuita a tale evoluzione del modello 166) furono precocemente costrette al ritiro, ma il loro impiego si ripresentò anche nella Mille Miglia dello stesso anno, dove furono iscritti tre esemplari di questo nuovo modello: uno pilotato da Dorino Serafini e gli altri due guidati dai fratelli Marzotto, Vittorio e Giannino. E fu proprio Giannino che stupì il pubblico, in Piazza Vittoria a Brescia, presentandosi con una “berlinetta Touring”, resa ancora più elegante da un'insolita e mai vista prima, livrea azzurro pastello.
La competizione, dominata da un meteo pesantemente avverso, fu toccata dalla pioggia per quasi tutto il tracciato. Il conte Marzotto, grazie anche alla possibilità di guidare una vettura chiusa, si portò in testa alla corsa, già al controllo orario di Ravenna, segnando un rispettabilissimo tempo di percorrenza di 13h 39' 20". Giunto all'arrivo, Marzotto giustificò il proprio abbigliamento da gentleman, dichiarando che date le difficili situazioni meteorologiche, sapeva che la gara sarebbe durata poche ore. Con la medesima elegantissima vettura, Marzotto si aggiudicò anche la 3 Ore Notturna di Roma, il 10 giugno dello stesso anno, quando solo pochi mesi prima, un prezioso secondo posto era stato portato a casa dal pilota Franco Cornacchia nella Coppa di Toscana.
Marzotto e il compagno di equipaggio Marco Crosara giunsero primi al traguardo, nella edizione del 1950 della Mille Miglia, con una velocità media elevata per l'epoca, che si attestò sui 123,209 km/h. I due arrivarono con circa sette minuti di vantaggio sull'equipaggio che seguiva, cioè l'altra Ferrari 195 S di Dorino Serafini ed Ettore Salami, anch'essa della medesima carrozzeria di Milano, ma in versione barchetta.

## Caratteristiche tecniche
| Configurazione                                                     | Configurazione | Configurazione | Configurazione | Configurazione | Configurazione |
| ------------------------------------------------------------------ | --- | --- | --- | --- | --- |
| Carrozzeria: Berlinetta o barchetta                                | Carrozzeria: Berlinetta o barchetta | Posizione motore: anteriore, longitudinale | Posizione motore: anteriore, longitudinale | Trazione: posteriore | Trazione: posteriore |
| Dimensioni e pesi                                                  | | | | | |
| Interasse: 2250 mm                                                 | Interasse: 2250 mm | Carreggiate: anteriore ? - posteriore ? mm | Carreggiate: anteriore ? - posteriore ? mm | Altezza minima da terra: | Altezza minima da terra: |
| Masse                                                              | a vuoto: da 720 a 780 kg | a vuoto: da 720 a 780 kg | a vuoto: da 720 a 780 kg | a vuoto: da 720 a 780 kg | a vuoto: da 720 a 780 kg |
| Meccanica                                                          | | | | | |
| Tipo motore: 12 cilindri V (60°), raffreddato a liquido            | Tipo motore: 12 cilindri V (60°), raffreddato a liquido | Tipo motore: 12 cilindri V (60°), raffreddato a liquido | Cilindrata: (Alesaggio x Corsa 65 x 58,8 mm); unitaria 195,08, totale 2341,02 cm³ | Cilindrata: (Alesaggio x Corsa 65 x 58,8 mm); unitaria 195,08, totale 2341,02 cm³ | Cilindrata: (Alesaggio x Corsa 65 x 58,8 mm); unitaria 195,08, totale 2341,02 cm³ |
| Distribuzione: 2 valvole per cilindro, Monoalbero a camme in testa | Distribuzione: 2 valvole per cilindro, Monoalbero a camme in testa | Distribuzione: 2 valvole per cilindro, Monoalbero a camme in testa | Alimentazione: 3 carburatori Weber 36DCF | Alimentazione: 3 carburatori Weber 36DCF | Alimentazione: 3 carburatori Weber 36DCF |
| Prestazioni motore                                                 | Potenza: 170 CV a 7000 giri/minuto, potenza specifica 72,6 CV/litro, Rapporto peso/potenza 4,2 - 4,6 kg/CV                                                                                             | Potenza: 170 CV a 7000 giri/minuto, potenza specifica 72,6 CV/litro, Rapporto peso/potenza 4,2 - 4,6 kg/CV                                                                                             | Potenza: 170 CV a 7000 giri/minuto, potenza specifica 72,6 CV/litro, Rapporto peso/potenza 4,2 - 4,6 kg/CV                                                                                             | Potenza: 170 CV a 7000 giri/minuto, potenza specifica 72,6 CV/litro, Rapporto peso/potenza 4,2 - 4,6 kg/CV                                                                                             | Potenza: 170 CV a 7000 giri/minuto, potenza specifica 72,6 CV/litro, Rapporto peso/potenza 4,2 - 4,6 kg/CV                                                                                             |
| Frizione: monodisco a secco                                        | Frizione: monodisco a secco | Frizione: monodisco a secco | Cambio: in blocco col motore a 5 rapporti + RM | Cambio: in blocco col motore a 5 rapporti + RM | Cambio: in blocco col motore a 5 rapporti + RM |
| Telaio                                                             | | | | | |
| Corpo vettura                                                      | longheroni e traverse | longheroni e traverse | longheroni e traverse | longheroni e traverse | longheroni e traverse |
| Sospensioni                                                        | anteriori: Ruote indipendenti, quadrilateri deformabili, balestra trasversale, ammortizzatori idraulici / posteriori: Ponte rigido, balestre longitudinali, barra antirollio, ammortizzatori idraulici | anteriori: Ruote indipendenti, quadrilateri deformabili, balestra trasversale, ammortizzatori idraulici / posteriori: Ponte rigido, balestre longitudinali, barra antirollio, ammortizzatori idraulici | anteriori: Ruote indipendenti, quadrilateri deformabili, balestra trasversale, ammortizzatori idraulici / posteriori: Ponte rigido, balestre longitudinali, barra antirollio, ammortizzatori idraulici | anteriori: Ruote indipendenti, quadrilateri deformabili, balestra trasversale, ammortizzatori idraulici / posteriori: Ponte rigido, balestre longitudinali, barra antirollio, ammortizzatori idraulici | anteriori: Ruote indipendenti, quadrilateri deformabili, balestra trasversale, ammortizzatori idraulici / posteriori: Ponte rigido, balestre longitudinali, barra antirollio, ammortizzatori idraulici |
| Freni                                                              | anteriori: a tamburo / posteriori: a tamburo | anteriori: a tamburo / posteriori: a tamburo | anteriori: a tamburo / posteriori: a tamburo | anteriori: a tamburo / posteriori: a tamburo | anteriori: a tamburo / posteriori: a tamburo |
| Pneumatici                                                         | anteriori 5,50-15 - posteriori 6,00-15 | anteriori 5,50-15 - posteriori 6,00-15 | anteriori 5,50-15 - posteriori 6,00-15 | anteriori 5,50-15 - posteriori 6,00-15 | anteriori 5,50-15 - posteriori 6,00-15 |
| Prestazioni dichiarate                                             | | | | | |
| Velocità: 200 km/h                                                 | Velocità: 200 km/h | Velocità: 200 km/h | Accelerazione: | Accelerazione: | Accelerazione: |
| Altro                                                              | | | | | |
| Rapporto di compressione                                           | 8,5:1 | 8,5:1 | 8,5:1 | 8,5:1 | 8,5:1 |